# ラテンアメリカ及びカリブ核兵器禁止条約
ラテンアメリカ及びカリブ核兵器禁止条約（ラテンアメリカおよびカリブかくへいききんしじょうやく、英語：Treaty for the Prohibition of Nuclear Weapons in Latin America and Caribbean）は、中南米地域の核兵器の実験・使用・製造・生産・取得・貯蔵・配備等を禁止する非核化条約である。

## 概要
1967年2月14日にラテンアメリカ14か国が調印し、1968年4月22日に発効した。
当初は、「ラテンアメリカにおける核兵器の禁止に関する条約」 (Treaty for the Prohibition of Nuclear Weapons in Latin America) であったが、1990年にカリブ諸国が加わって改称されている。
最初に条約式が行われたメキシコ外務省の所在地名から、トラテロルコ条約（英語: Treaty of Tlatelolco、スペイン語: Tratado de Tlatelolco）とも呼ばれている。また、条約第7条に基づき、条約事務局(英語: Agency for the Prohibition of Nuclear Weapons in Latin America and the Caribbean, スペイン語: Organismo para la Proscripción de las Armas Nucleares en la América Latina y el Caribe,OPANAL)がメキシコに設置されている。
人が住む地域で結ばれた非核化条約の中ではトラテロルコ条約が最初のものである。メキシコの外交官であるアルフォンソ・ガルシア・ロブレスはこの条約の成立に尽力したことが評価され、1982年のノーベル平和賞を受賞している。

## 背景
1962年10月にキューバ危機が起こり、カリブ海が極度の軍事的な緊張状態となった。この事件を契機にラテンアメリカの非核化が模索された。事件直後の12月の国際連合総会で、ブラジル・ボリビア・チリ・エクアドルの4か国からラテンアメリカ非核化決議案が提出され、メキシコも加って1963年4月にラテンアメリカ非核化に関する共同宣言を発表した。この内容をもとにメキシコ主導で条約作成作業が行われ、1967年にラテンアメリカ14か国がトラテロルコ条約に調印した。

## 内容
- 32条の条文からなる。
- 締約国領域内における第三国も含めて核兵器の実験・使用・製造・生産・取得・貯蔵・配備等を禁止する（第1条1項）。また、締約国は直接・間接的に核兵器の試験・製造・所有・使用等を行わない（第1条2項）。
- 第18条においては、事務局と国際原子力機関による監視下で平和的核爆発の実施が可能であることを明示している。これは、トラテロルコ条約より後に現れる他の地域の非核化条約と異なる点である。当時の時代背景として、大規模な土木事業において平和目的で原爆が使用可能かどうかをまだ探っていたためだった。その後の核拡散防止条約 (NPT、1968年署名) でも第5条に同様の規定がある。
- 締約国に対し核兵器の使用または威嚇を行わないことを規定し、核保有国への参加を求めている。これは附属議定書1と附属議定書2で記されている。
- 附属議定書1では、ラテンアメリカ地域に属領を持っている宗主国に対して、この地域での非核化を求めた。イギリス・オランダが1971年までに批准し、ついでアメリカ合衆国、最後に1992年にフランスが批准した。
- 附属議定書2では、核保有国に対して条約加盟国地域での核兵器の使用や核兵器による威嚇を行わないことを求めている。5カ国の核保有国については、1974年までにイギリス・アメリカ合衆国・フランス・中華人民共和国が批准し、ソビエト連邦も1979年に批准を完了した。
- 核兵器の通過（艦船の移動や運搬）については規定が無い。

## 経過
当初は東西冷戦時代に東側陣営に加わっていたキューバは条約には参加しなかった。また、条約調印後も長い間、アルゼンチン・ブラジル・チリなど主要国の発効が遅れていた。
- 1967年2月14日 14か国が調印。
  - ボリビア・エクアドル・メキシコ・アルゼンチン・ブラジル・チリ・パナマ・ニカラグアなど。
- 1968年4月、条約が発効。21か国が署名。
- 1971年までにイギリス、オランダが附属議定書1を批准。
- 1979年までに5核保有国（アメリカ合衆国・ソビエト連邦・イギリス・フランス・中華人民共和国）が附属議定書2を批准。
- 1981年11月 アメリカが附属議定書1を批准。
- 1990年にカリブ海諸国にも拡大したため、条約の正式名称がラテンアメリカ及びカリブ核兵器禁止条約 (The Treaty for the Prohibition of Nuclear Weapons in Latin America and Caribbean) と改正された。
- 1992年8月、フランスが附属議定書1を批准。
- 1994年1月 アルゼンチンがトラテロルコ条約を批准・寄託。
- 1994年1月 チリとブラジルがトラテロルコ条約を寄託。
  - これでキューバを除く主要国が出揃った。
- 1995年頃の加盟国は29か国。
- 1995年2月 アルゼンチンが核拡散防止条約 (NPT) を批准。
- 1995年4月 キューバがトラテロルコ条約に署名。
- 1998年7月、ブラジルが核拡散防止条約 (NPT) と包括的核実験禁止条約 (CTBT) を批准。
- 2002年10月 キューバが核拡散防止条約 (NPT) に加盟、トラテロルコ条約を批准・寄託。
  - トラテロルコ条約の対象33か国すべての署名・批准が完了した。

## 加盟国
中南米33か国が対象。批准の遅れていたキューバも2002年10月に批准し、33か国すべての署名・批准が完了した。
加盟国（ABC順）
アンティグア・バーブーダ
アルゼンチン
バハマ
バルバドス
ベリーズ
ボリビア
ブラジル
チリ
コロンビア
コスタリカ
キューバ
ドミニカ国
ドミニカ共和国
エクアドル
エルサルバドル
グレナダ
グアテマラ
ガイアナ
ハイチ
ホンジュラス
ジャマイカ
メキシコ
ニカラグア
パナマ
パラグアイ
ペルー
セントクリストファー・ネイビス
セントルシア
セントヴィンセント・グレナディーン
スリナム
トリニダード・トバゴ
ウルグアイ
ベネズエラ